# Mistrovství Evropy v atletice do 23 let 2001

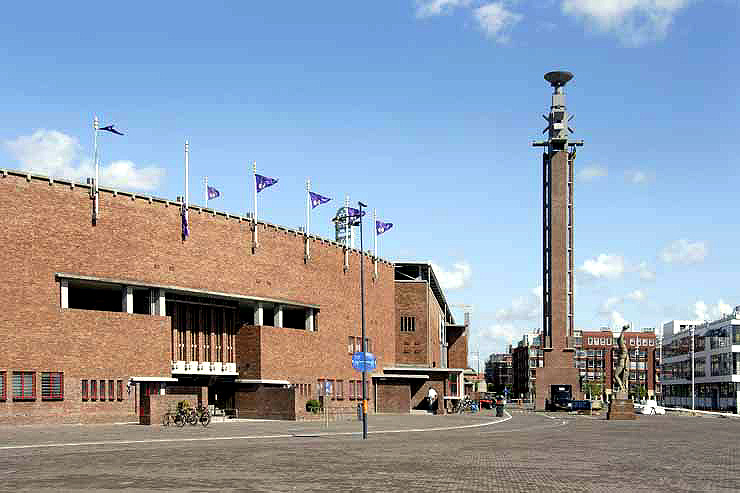
Olympijský stadion v Amsterdamu

3. mistrovství Evropy v atletice do 23 let se uskutečnilo ve dnech 12. – 15. července 2001 na olympijském stadionu v nizozemském Amsterdamu. Na programu bylo dohromady 44 disciplín (22 mužských a 22 ženských). Ženy poprvé absolvovaly závod na 3000 metrů s překážkami.
Nejúspěšnější atletkou se stala finská sprinterka Johanna Manninenová, jež vybojovala jednu zlatou (200 m) a dvě bronzové medaile (100 m, 4×100 m).

## Medailisté

### Muži
| Disciplína      | Zlato                                                                                | Stříbro                                                                         | Bronz                                                                        |
| 100 m           | Jonathan Barbour 10,26                                                               | Fabrice Calligny 10,40                                                          | Przemysław Rogowski 10,45                                                    |
| 200 m           | Marcin Jędrusiński 20,94                                                             | Łukasz Chyła 20,99                                                              | Mark Howard 21,00                                                            |
| 400 m           | Jurij Borzakovskij 46,06                                                             | Marc Alexander Scheer 46,43                                                     | Rafał Wieruszewski 46,57                                                     |
| 800 m           | Antonio Manuel Reina 1:47,74                                                         | Joeri Jansen 1:47,80                                                            | Nicolas Aïssat 1?47,81                                                       |
| 1500 m          | Wolfram Müller 3:38,94                                                               | Ivan Heško 3:39,37                                                              | Sergio Gallardo 3:39,50                                                      |
| 5000 m          | Yousef El Nasri 14:02,97                                                             | Dmytro Baranovskyj 14:03,67                                                     | Balázs Csillag 14:04,84                                                      |
| 10 000 m        | Dmytro Baranovskyj 29:13,36                                                          | Koen Raymaekers 29:15,24                                                        | Mattia Maccagnan 29:15,32                                                    |
| 110 m př.       | Artur Budziłło 13,76                                                                 | Felipe Vivancos 13,79                                                           | Chris Baillie 13,85                                                          |
| 400 m př.       | Matthew Elias 49,57                                                                  | Periklis Iakovakis 49,63                                                        | Mikael Jakobsson 50,86                                                       |
| 3000 m př.      | Pavel Potapovič 8:35,85                                                              | Vadym Slobodenjuk 8:37,09                                                       | Henrik Skoog 8:38,27                                                         |
| Štafeta 4×100 m | Polsko 39,41 Tomasz Kondratowicz Łukasz Chyła Marcin Placheta Przemysław Rogowski    | Spojené království 39,45 Jonathan Oparka Jonathan Barbour Darren Chin Ben Lewis | Slovinsko 39,95 Matic Šušteršič Matic Osovnikar Boštjan Fridrih Rok Orel     |
| Štafeta 4×400 m | Spojené království 3:05,24 David Naismith Adam Potter Richard McDonald Matthew Elias | Německo 3:05,39 Simon Kirch Stefan Holz Ruwen Faller Marc Alexander Scheer      | Rusko 3:06,41 Oleg Mišukov Maxim Babarykin Dmitrij Bogdanov Jevgenij Lebeděv |
| Chůze na 20 km  | Juan Manuel Molina 1.23:03                                                           | Stěpan Judin 1.23:10                                                            | José David Domínguez 1.23:16                                                 |
| Skok do výšky   | Rožle Prezelj 2,21 m                                                                 | Alexandr Verjutin 2,18 m                                                        | Fabrice Saint Jean 2,18 m                                                    |
| Skok o tyči     | Lars Börgeling 5,60 m                                                                | Mikko Latvala 5,50 m                                                            | Giuseppe Gibilisco 5,50 m                                                    |
| Skok daleký     | Yann Domenech 8,00 m                                                                 | Volodymyr Zjuskov 7,90 m                                                        | Schahriar Bigdeli 7,81 m                                                     |
| Trojskok        | Christian Olsson 17,24 m                                                             | Igor Spasovchodskij 17,08 m                                                     | Ionuţ Pungă 16,81 m                                                          |
| Vrh koulí       | Mikuláš Konopka 19,79 m                                                              | Jurij Bialou 19,38 m                                                            | Leszek Śliwa 19,08 m                                                         |
| Hod diskem      | Zoltán Kővágó 63,85 m                                                                | Heinrich Seitz 59,50 m                                                          | Gábor Máté 59,45 m                                                           |
| Hod kladivem    | Nicolas Figère 80,88 m                                                               | Olli-Pekka Karjalainen 80,54 m                                                  | Miloslav Konopka 76,28 m                                                     |
| Hod oštěpem     | Björn Lange 80,85 m                                                                  | Alexander Baranovskij 76,74 m                                                   | Jānis Liepa 74,26 m                                                          |
| Desetiboj       | André Niklaus 8 042 bodů                                                             | Jaakko Ojaniemi 7 907 bodů                                                      | William Frullani 7 871 bodů                                                  |

### Ženy
| Disciplína      | Zlato                                                                                           | Stříbro                                                                                         | Bronz                                                                                                |
| 100 m           | Sina Schielkeová 11,52                                                                          | Abiodun Oyepitanová 11,58                                                                       | Johanna Manninenová 11,61                                                                            |
| 200 m           | Johanna Manninenová 23,30                                                                       | Sina Schielkeová 23,45                                                                          | Ciara Sheehyová 23,54                                                                                |
| 400 m           | Antonina Jefremovová 52,29                                                                      | Helen Thiemeová 52,75                                                                           | Aneta Lemieszová 53,25                                                                               |
| 800 m           | Anna Zagorská 2:07,27                                                                           | Irina Somesanová 2:07,27                                                                        | Taťána Rodionovová 2:07,60                                                                           |
| 1500 m          | Alesia Turavová 4:09,71                                                                         | Natalia Rodríguezová 4:11,20                                                                    | Kelly Caffelová 4:12,30                                                                              |
| 5000 m          | Katalin Szentgyörgyová 15:40,55                                                                 | Anastasija Zubovová 15:40,78                                                                    | Taťána Chmelevová 15:51,88                                                                           |
| 10 000 m        | Olga Romanovová 33:36,03                                                                        | Sonja Stolićová 33:37,02                                                                        | Sabrina Mockenhauptová 33:38,38                                                                      |
| 100 m př.       | Susanna Kallurová 12,96                                                                         | Jenny Kallurová 13,19                                                                           | Tessy Predigerová 13,31                                                                              |
| 400 m př.       | Sylvanie Morandaisová 56,30                                                                     | Aleksandra Pielużeková 56,51                                                                    | Irēna Žauna 57,03                                                                                    |
| 3000 m př.      | Melanie Schulzová 10:03,34                                                                      | Lívia Tóthová 10:04,99                                                                          | Sigrid Vanden Bempt 10:08,46                                                                         |
| Štafeta 4×100 m | Spojené království 44,31 Susan Burnsideová Helen Roscoeová Sabrina Scottová Abiodun Oyepitanová | Bělorusko 44,64 Julija Barcevičová Aksana Drahunová Alena Neumiaržická Jevgenija Lichutová      | Finsko 44,76 Elina Laxová Heidi Hannulaová Johanna Manninenová Katja Salivaaraová                    |
| Štafeta 4×400 m | Spojené království 3:31,74 Karen Gearová Jenny Meadowsová Tracey Duncanová Helen Tyjemeová      | Polsko 3:32,38 Aleksandra Pielużeková Aneta Lemieszová Monika Bejnarová Justyna Karolkiewiczová | Ukrajina 3:34,16 Natalija Žuravljovová Natalija Sydorenková Julija Hurtovenková Antonina Jefremovová |
| Chůze na 20 km  | Elisa Rigaudová 1.29:54                                                                         | Ryta Turavová 1.30:15                                                                           | Larisa Sofronovová 1.32:06                                                                           |
| Skok do výšky   | Ruth Beitiaová 1,87 m                                                                           | Marina Kupcovová 1,87 m Candeğer Kılınçer 1,87 m                                                | neudělena                                                                                            |
| Skok o tyči     | Monika Pyreková 4,40 m                                                                          | Annika Beckerová 4,40 m                                                                         | Carolin Hingstová 4,30 m                                                                             |
| Skok daleký     | Jade Johnsonová 6,52 m                                                                          | Concepción Montanerová 6,46 m                                                                   | Aurélie Felixová 6,41 m                                                                              |
| Trojskok        | Irina Vasilijevová 13,80 m                                                                      | Marija Martinovićová 13,72 m                                                                    | Amy Zongová 13,68 m                                                                                  |
| Vrh koulí       | Nadzeja Astapčuková 19,73 m                                                                     | Lucica Ciobanuová 17,59 m                                                                       | Kathleen Klugeová 17,06 m                                                                            |
| Hod diskem      | Mélina Robertová-Michonová 58,52 m                                                              | Ileana Brindusoiuová 58,25 m                                                                    | Olga Gončarenková 57,71 m                                                                            |
| Hod kladivem    | Manuela Montebrunová 66,73 m                                                                    | Sini Pöyry 64,71 m                                                                              | Cecilia Nilssonová 64,06 m                                                                           |
| Hod oštěpem     | Nikolett Szabóová 60,69 m                                                                       | Mercedes Chillaová 57,78 m                                                                      | Moonika Aavaová 56,12 m                                                                              |
| Sedmiboj        | Līga Kļaviņa 6 279 bodů                                                                         | Světlana Sokolovová 6 179 bodů                                                                  | Austra Skujytė 6 087 bodů                                                                            |

## Medailové pořadí
| Umístění | Stát               | Zlato | Stříbro | Bronz | Celkem |
| -------- | ------------------ | ----- | ------- | ----- | ------ |
| 1.       | Německo            | 6     | 5       | 5     | 16     |
| 2.       | Spojené království | 6     | 3       | 2     | 11     |
| 3.       | Polsko             | 5     | 3       | 4     | 12     |
| 4.       | Francie            | 5     | 1       | 4     | 10     |
| 5.       | Rusko              | 4     | 6       | 4     | 14     |
| 6.       | Španělsko          | 4     | 4       | 2     | 10     |
| 7.       | Maďarsko           | 3     | 1       | 2     | 6      |
| 8.       | Bělorusko          | 2     | 4       | 1     | 7      |
| 8.       | Ukrajina           | 2     | 4       | 1     | 7      |
| 10.      | Švédsko            | 2     | 1       | 3     | 6      |
| 11.      | Finsko             | 1     | 4       | 2     | 7      |
| 12.      | Itálie             | 1     | 0       | 3     | 4      |
| 13.      | Lotyšsko           | 1     | 0       | 2     | 3      |
| 14.      | Slovensko          | 1     | 0       | 1     | 2      |
| 14.      | Slovinsko          | 1     | 0       | 1     | 2      |
| 16.      | Rumunsko           | 0     | 3       | 1     | 4      |
| 17.      | Jugoslávie         | 0     | 2       | 0     | 2      |
| 18.      | Belgie             | 0     | 1       | 1     | 2      |
| 19.      | Nizozemsko         | 0     | 1       | 0     | 1      |
| 19.      | Řecko              | 0     | 1       | 0     | 1      |
| 19.      | Turecko            | 0     | 1       | 0     | 1      |
| 22.      | Irsko              | 0     | 0       | 2     | 2      |
| 23.      | Estonsko           | 0     | 0       | 1     | 1      |
| 23.      | Litva              | 0     | 0       | 1     | 1      |